# Gare de Quettehou - Le-Vast
La gare de Quettehou - Le Vast, anciennement Quettehou, est une gare ferroviaire française, fermée et désaffectée, de la ligne de Valognes Montebourg à Saint-Vaast et à Barfleur. Elle est située place des écoles sur le territoire de la commune de Quettehou, dans le département de la Manche en région Normandie.
Elle est mise en service en 1886 par la Compagnie de chemins de fer départementaux (CFD) et fermée à tout trafics en 1948. L'ancien bâtiment voyageurs est réaffecté en école.

## Situation ferroviaire
Établie à 7 mètres d'altitude, La gare de Quettehou - Le Vast est située au point kilométrique (PK) 022 de la ligne de Valognes Montebourg à Saint-Vaast et à Barfleur entre les gares de Lestre - Quinéville (s'intercalent les haltes de Aumeville-Crasy et de Morsalines), et de Saint-Vaast-la-Hougue.

## Histoire
En 1880, le projet de ligne de Valognes-Montebourg à Barfleur par Saint-Vaast en est à la finalisation des tracés. Quettehou fait partie de la première section de Montebourg-Le Ham et Saint-Vaast. Le choix de l'emplacement de la station a été approuvé par un décret du préfet le 25 septembre 1879.
La gare de Quettehou est mise en service le 20 avril 1886 par la Compagnie de chemins de fer départementaux (CFD), lorsqu'elle ouvre à l'exploitation la ligne, à voie unique et écartement normal, de Valognes Montebourg à Saint-Vaast et à Barfleur.
Quettehou - Le Vast est fermée le 8 février 1948, lors de l'arrêt de l'exploitation de la section de Valognes à Saint-Vaast-la-Hougue.

## Patrimoine ferroviaire
L'ancien bâtiment voyageurs a été réaffecté en école.